# Governor General’s Award for Fiction
Der Governor General’s Award for Fiction (französisch Prix du Gouverneur général pour romans et nouvelles) ist der renommierteste Literaturpreis Kanadas. Er wird für hervorragende und bedeutende fiktive Prosatexte verliehen.

## Geschichte
Die Governor General’s Awards for Fiction wurden 1936 von Generalgouverneur Lord Tweedsmuir initiiert. Mit diesem Preis nahmen die mehrspartigen Governor General’s Awards ihren Anfang. Der erste Laureat des Governor General’s Awards for Fiction war Bertram Brooker (Think of the Earth, 1936).
Anfangs wurden die Preisträger von der Canadian Authors’ Association ausgewählt, 1944 wurde hierfür ein Awards Board gebildet. Bis 1959 ging der Preis ausschließlich an englischsprachige Werke, darunter waren auch Übersetzungen von Büchern frankophoner Autoren: Philippe Pannetons Thirty Acres (1940),, Gabrielle Roys The Tin Flute (1947), Germaine Guèvremonts The Outlander (1950). Seit 1959 wird die Auszeichnung sowohl in englischer als auch in französischer Sprache vergeben. Seit 1979 wird im Vorfeld der Preisverleihung eine Shortlist mit drei bis sechs nominierten Werken veröffentlicht. Das vom Canada Council for the Arts (Conseil des arts du Canada) ausgelobte Preisgeld wurde über die Jahre von 1.000 CAD (1959) auf 25.000 CAD (2007) pro Gewinnerbuch angehoben. Überdies erhalten die Verlage der Preisträger seither jeweils 3.000 CAD, um das Buch zu bewerben.

## Preisträger (seit 1959)
| Jahr | Prix pour romans et nouvelles de langue française                                                          | Award for English-language fiction                           |
| ---- | --- | ------------------------------------------------------------ |
| 1959 | André Giroux, Malgré tout, la joie                                                                         | Hugh MacLennan, The Watch that Ends the Night                |
| 1960 | − | Brian Moore, The Luck of Ginger Coffey                       |
| 1961 | Yves Thériault, Ashini                                                                                     | Malcolm Lowry, Hear Us O Lord from Heaven Thy Dwelling Place |
| 1962 | Jacques Ferron, Contes du pays incertain                                                                   | Kildare Dobbs, Running to Paradise                           |
| 1963 | − | Hugh Garner, Hugh Garner's Best Stories                      |
| 1964 | Jean-Paul Pinsonneault, Les Terres sèches                                                                  | Douglas LePan, The Deserter                                  |
| 1965 | Gérard Bessette, L'Incubation                                                                              | −                                                            |
| 1966 | Claire Martin, La joue droite                                                                              | Margaret Laurence, A Jest of God                             |
| 1967 | Jacques Godbout, Salut Galarneau                                                                           | −                                                            |
| 1968 | Marie-Claire Blais, Manuscrits de Pauline Archange und Hubert Aquin, Trou de mémoire (vom Autor abgelehnt) | Alice Munro, Dance of the Happy Shades                       |
| 1969 | Louise Maheux-Forcier, Une forêt pour Zoé                                                                  | Robert Kroetsch, The Studhorse Man                           |
| 1970 | Monique Bosco, La Femme de Loth                                                                            | Dave Godfrey, The New Ancestors                              |
| 1971 | Gérard Bessette, Le Cycle                                                                                  | Mordecai Richler, St. Urbain's Horseman                      |
| 1972 | Antonine Maillet, Don l'Orignal                                                                            | Robertson Davies, The Manticore                              |
| 1973 | Réjean Ducharme, L'Hiver de force                                                                          | Rudy Wiebe, The Temptations of Big Bear                      |
| 1974 | Victor-Lévy Beaulieu, Don Quichotte de la démanche                                                         | Margaret Laurence, The Diviners                              |
| 1975 | Anne Hébert, Les Enfants du sabbat                                                                         | Brian Moore, The Great Victorian Collection                  |
| 1976 | André Major, Les Rescapés                                                                                  | Marian Engel, Bear                                           |
| 1977 | Gabrielle Roy, Ces enfants de ma vie                                                                       | Timothy Findley, The Wars                                    |
| 1978 | Jacques Poulin, Les Grandes Marées                                                                         | Alice Munro, Who Do You Think You Are?                       |
| 1979 | Marie-Claire Blais, Le Sourd dans la ville                                                                 | Jack Hodgins, The Resurrection of Joseph Bourne              |
| 1980 | Pierre Turgeon, La première personne                                                                       | George Bowering, Burning Water                               |
| 1981 | Denys Chabot, La Province lunaire                                                                          | Mavis Gallant, Home Truths: Selected Canadian Stories        |
| 1982 | Roger Fournier, Le Cercle des arènes                                                                       | Guy Vanderhaeghe, Man Descending                             |
| 1983 | Suzanne Jacob, Laura Laur                                                                                  | Leon Rooke, Shakespeare's Dog                                |
| 1984 | Jacques Brault, Agonie                                                                                     | Josef Škvorecký, The Engineer of Human Souls                 |
| 1985 | Fernand Ouellette, Lucie ou un midi en novembre                                                            | Margaret Atwood, The Handmaid’s Tale                         |
| 1986 | Yvon Rivard, Les Silences du corbeau                                                                       | Alice Munro, The Progress of Love                            |
| 1987 | Gilles Archambault, L'Obsédante obèse et Autres Agressions                                                 | M.T. Kelly, A Dream Like Mine                                |
| 1988 | Jacques Folch-Ribas, Le Silence ou le Parfait Bonheur                                                      | David Adams Richards, Nights Below Station Street            |
| 1989 | Louis Hamelin, La Rage                                                                                     | Paul Quarrington, Whale Music                                |
| 1990 | Gérald Tougas, La Mauvaise Foi                                                                             | Nino Ricci, Lives of the Saints                              |
| 1991 | André Brochu, La Croix du Nord                                                                             | Rohinton Mistry, Such a Long Journey                         |
| 1992 | Anne Hébert, L'Enfant chargé de songes                                                                     | Michael Ondaatje, The English Patient                        |
| 1993 | Nancy Huston, Cantique des plaines                                                                         | Carol Shields, The Stone Diaries                             |
| 1994 | Robert Lalonde, Le Petit Aigle à tête blanche                                                              | Rudy Wiebe, A Discovery of Strangers                         |
| 1995 | Nicole Houde, Les Oiseaux de Saint-John Perse                                                              | Greg Hollingshead, The Roaring Girl                          |
| 1996 | Marie-Claire Blais, Soifs                                                                                  | Guy Vanderhaeghe, The Englishman's Boy                       |
| 1997 | Aude, Cet imperceptible mouvement                                                                          | Jane Urquhart, The Underpainter                              |
| 1998 | Christiane Frenette, La Terre ferme                                                                        | Diane Schoemperlen, Forms of Devotion                        |
| 1999 | Lise Tremblay, La Danse juive                                                                              | Matt Cohen, Elizabeth and After                              |
| 2000 | Jean-Marc Dalpé, Un vent se lève qui éparpille                                                             | Michael Ondaatje, Anil's Ghost                               |
| 2001 | Andrée A. Michaud, Le Ravissement                                                                          | Richard B. Wright, Clara Callan                              |
| 2002 | Monique LaRue, La Gloire de Cassiodore                                                                     | Gloria Sawai, A Song for Nettie Johnson                      |
| 2003 | Élise Turcotte, La Maison étrangère                                                                        | Douglas Glover, Elle                                         |
| 2004 | Pascale Quiviger, Le Cercle parfait                                                                        | Miriam Toews, A Complicated Kindness                         |
| 2005 | Aki Shimazaki, Hotaru                                                                                      | David Gilmour, A Perfect Night to Go to China                |
| 2006 | Andrée Laberge, La Rivière du loup                                                                         | Peter Behrens, The Law of Dreams                             |
| 2007 | Sylvain Trudel, La mer de la Tranquillité                                                                  | Michael Ondaatje, Divisadero                                 |
| 2008 | Marie-Claire Blais, Naissance de Rebecca à l’ère des tourments                                             | Nino Ricci, The Origin of Species                            |
| 2009 | Julie Mazzieri, Le discours sur la tombe de l'idiot                                                        | Kate Pullinger, The Mistress of Nothing                      |
| 2010 | Kim Thúy, Ru                                                                                               | Dianne Warren, Cool Water                                    |
| 2011 | Perrine Leblanc, L'homme blanc                                                                             | Patrick deWitt, The Sisters Brothers                         |
| 2012 | France Daigle, Pour sûr                                                                                    | Linda Spalding, The Purchase                                 |
| 2013 | Stéphanie Pelletier, Quand les guêpes se taisent                                                           | Eleanor Catton, The Luminaries                               |
| 2014 | Andrée A. Michaud, Bondrée                                                                                 | Thomas King, The Back of the Turtle                          |
| 2015 | Nicolas Dickner, Six degrés de liberté                                                                     | Guy Vanderhaeghe, Daddy Lenin and Other Stories              |
| 2016 | Dominique Fortier, Au péril de la mer                                                                      | Madeleine Thien, Do Not Say We Have Nothing                  |
| 2017 | Christian Guay-Poliquin, Le poids de la neige                                                              | Joel Thomas Hynes, We’ll All Be Burnt in Our Beds Some Night |
| 2018 | Karoline Georges, De synthèse                                                                              | Sarah Henstra, The Red Word                                  |
| 2019 | Céline Huyghebaert, Le drap blanc                                                                          | Joan Thomas, Five Wives                                      |
| 2020 | Sophie Létourneau, Chasse à l'homme                                                                        | Michelle Good, Five Little Indians                           |
| 2021 | Fanny Britt, Faire les sucres                                                                              | Norma Dunning, Tainna                                        |
| 2022 | Alain Farah, Mille secrets mille dangers                                                                   | Sheila Heti, Pure Colour                                     |
| 2023 | Marie Hélène Poitras, Galumpf                                                                              | Anuja Varghese, Chrysalis                                    |
| 2024 | Steve Poutré, Lait cru                                                                                     | Jordan Abel, Empty Spaces                                    |